# Bero (winkelcentrum)
Het Bero (eigen schrijfwijze: BERO) is een winkelcentrum in het stadsdeel Lirich van Oberhausen. het centrum, dat werd geopend in 1971 is gelegen op een driehoekig perceel aan de Concordiastrasse (noordoost), Am Förderturm (zuid) en de Bebelstrasse (noordwest). 
In 1971 was het winkelcentrum het eerste overdekte winkelcentrum in het Ruhrgebied en is een van de oudste winkelcentra van Duitsland. Het complex dat meerdere malen is gerenoveerd en uitgebreid biedt naast winkels, ruimte aan restaurants en dienstverleners op een totale oppervlakte van 44.000m². Naast een parkeergarage beschikt het centrum over grote parkeerplaatsen rondom het centrum.

## Geschiedenis
Het BERO werd op 1 april 1971 geopend op het terrein van de voormalige Concordia-mijn.
In 1974 had een kleine brand plaats waarna het Bero gerenoveerd moest worden. In 1983 vond een grote brand plaats in het Bero waardoor gerenoveerd moest worden.
In 2013 werd het winkelcentrum gemoderniseerd en uitgebreid met 16.000m², waardoor de oppervlakte toenam tot 44.000m², naar een ontwerp van de architect Bernhard Reiser. Tevens werd een parkeergarage met twee verdiepingen en 820 parkeerplaatsen gerealiseerd. Op 26 september 2015 werd de modernisering en uitbreiding, waarmee 40 miljoen euro waren gemoeid, opgeleverd.
Het centrum is eigendom van de Zuid-Afrikaanse investeerder Zenprop.